# Parmeet Sethi
Parmeet Sethi (ur. 14 października 1961 w Pendżabie) – indyjski aktor filmowy i telewizyjny. Znany jest z debiutu w Dilwale Dulhania Le Jayenge. Pochodzi z Pendżabu. Jego żoną jest aktorka Archana Puran Singh, mają dwóch synów.

## Filmografia
1. Kismat Bole Toh...? (2008) – Kapoor
2. Dus Kahaniyaan (2007) (odcinek „Pooranmashi”)
3. Baabul (2006)
4. Humko Tumse Pyaar Hai (2006) – Rana
5. „Nach Baliye” (2005) TV serial .... Jodi 2
6. Fareb (2005) – Siddhart Sardesai
7. Des Hoyaa Pardes (2004) – Darshan Singh Gill
8. Lakshya (2004) – major Shahbaaz Humdani (Pakistan)
9. Sof Ha'Olam Smola (2004) – Roger Talkar
10. „Kya Hadsaa Kya Haqeeqat – Kutumb” (2004) TV serial
11. Jhankaar Beats (2003) – prawnik Nicki
12. „Jassi Jaissi Koi Nahin” (2003) TV series .... Raj Malhotra
13. Om Jai Jagadish (2002) – Shekhar Malhotra
14. Kuch Khatti Kuch Meethi (2001)
15. Dhadkan (2000) – Bob, przyrodni brat Rama
16. Khauff (2000) – Samrat Singhania
17. Mela (2000) – gościnnie
18. Laawaris (1999) – Raj Kalra
19. Hum Aapke Dil Mein Rehte Hain (1999) – Yeshwant Kumar
20. Kachche Dhaage (1999)
21. Hero Hindustani (1998) – Rohit
22. Diljale (1996)
23. Dilwale Dulhania Le Jayenge (1995) – Kuljeet